# 石岡市立八郷中学校
石岡市立八郷中学校（いしおかしりつ やさとちゅうがっこう）は、茨城県石岡市柿岡にある公立中学校。

## 沿革
- 平成25年4月1日に石岡市立旧有明中学校、旧柿岡中学校、旧八郷南中学校を統合して開校した。[1]

## 学校教育目標
- 夢や希望を持ち　思いやりのある　たくましい生徒の育成[2]

## 主な学校行事
- 体育祭
- 合唱祭
- 石岡商業高校講演会
- 修学旅行(3年次)

## 部活動
- 野球
- サッカー
- ソフトテニス
- 卓球
- バレーボール
- バスケットボール
- 柔道
- 剣道
- 吹奏楽
- 科学

## 学区
石岡市瓦谷、小塙、宇治会、野田、佐久、部原、大塚、中戸、太田、小見、大増、根小屋、下林、加良寿理、片岡、浦須、上林
上曽、龍明、小屋、鯨岡、小山田、小倉、吉生、柿岡、片野、金指、小幡、須釜、細谷、下青柳、上青柳、加生野、半田
川又、月岡、青田、弓弦、柴内、辻、菖蒲沢、小野越、仏生寺、朝日

## 交通
- 常磐線石岡駅より関鉄バス柿岡車庫行 新宿 下車徒歩7分